# Dolní Bezděkov
Dolní Bezděkov (německy Bezdiekau či Besdiekau) je obec ležící v okrese Chrudim. Žije zde 272 obyvatel a katastrální území obce má rozlohu 175 ha.
Ve vzdálenosti 6 km západně leží město Chrudim, 11 km severozápadně statutární město Pardubice, 20 km východně město Vysoké Mýto a 22 km jižně město Hlinsko.

## Název
Od pradávna měla obec název Bezděkov. Jelikož v období bylo obcí s tímto názvem několik a byly průtahy s doručováním hlavně úředních listů, byl název obce v roce 1955 upraven na Dolní Bezděkov.

## Historie
První písemná zmínka o obci pochází z roku 1318, kdy se připomíná založení obce. Majitelé Bezděkova se často střídali. Byli to vladykové z Bezděkova, Malovcové z Chýnova, Slepotičtí ze Sulic. Za vlády králů Karla IV. a Václava IV. se v pramenech připomíná Jarek z Bezděkova a jeho syn Beneš. Po Benešově smrti roku 1406 připadl Bezděkov jako odúmrť králi, jenž ho dal Janovi z Nismburka k vyšehradskému manství. V polovině 15. století patřil Bezděkov Janovi a Jiřímu z Rejhradu. V 16. století patřil Malovcům z Chýnova, a to sourozencům Petrovi a Kateřině, kteří statek prodali roku 1543 Petrovi Slepotickému ze Sulic. Roku 1548 patřil Bezděkov, Vejvanovice, Třtě, Časy, Chatče a Dvakačovice Petrovu synovi Markvartovi. Ten nechal v obci postavit tvrz, o níž je poslední zpráva z června roku 1623. Markvart tento statek zanechal roku 1569 svým dcerám Anně a Kateřině. Po svatbě Kateřiny s Jetřichem mladším z Lukavce Kateřina statek odkázala svému muži a ten svému bratru Janu Lukavskému.
Roku 1584 prodal Jan Lukavský ves Bezděkov s tvrzí, dvorem, krčmou a všemi pozemky Mikuláši z Lobkovic a Nových Hradů, kde byl v té době majitelem Hrochova Týnce. Od té doby sdílela ves osudy Hrochova Týnce. V majetku hrochovotýneckého panství byl Bezděkov až do roku 1848. V té době měl 42 domů a 222 obyvatel. Dvůr panský byl rozdělen familiantům v roce 1784. V roce 1890 bylo v Bezděkově 55 domů a 352 obyvatel. V roce 1940 měl Bezděkov 323 obyvatel v 75 domech. Katastrální rozloha činila 175 ha.
V 70. letech byla obec jako jedna z prvních na okrese v rámci tehdejšího slučování menších obcí s tzv. střediskovými sloučena s obcí Hrochův Týnec. Po pádu komunistického režimu je obec od 1. března 1990 opět plně samostatná.

## Společnost
Sbor dobrovolných hasičů
SDH Dolní Bezděkov byl založen v roce 1899. Roku 1986 Bohumil Linhart založil kroužek malých hasičů, který byl znovu obnoven v roce 2009. Každoročně SDH Dolní Bezděkov pořádá tradiční hasičský ples, dětský karneval, pohádkový les, mikulášskou besídku a čištění koupaliště (ve spolupráci s Obecním úřadem Dolní Bezděkov). Jednou za čtvrt roku se koná výborová schůze hasičů a jednou za rok (zpravidla v prosinci) výroční schůze hasičů. Každý rok se SDH Dolní Bezděkov zúčastňuje okrskových kol hasičských závodů.

## Pamětihodnosti
- Kaple svatého Jana křtitele byla postavena a zvon zakoupen z prostředků obce a darů občanů. Vysvěcena byla v roce 1925 na svátek sv. Jana Křtitele. V době 2. světové války (1939–1945) byl zvon dne 29. března 1942 sundán k válečným účelům. Nový zvon byl po válce slavnostně zavěšen dne 28. října 1946. Na stěnách kaple jsou osazeny pamětní desky se jmény padlých občanů za 1. světové války. Kaple byla v roce 1999 celkově opravena (nová fasáda, oprava vnitřních prostorů). Opravu hradila ze svého rozpočtu obec. V roce 2001 byly zhotoveny nové vchodové dveře a okna a opravena střecha. Na tyto práce byla provedena veřejná sbírka.

- Krucifix zhotovený z pískovce se nachází za obcí u silnice ve směru na obec Kočí. Roku 1775 ho obci postavil řád Premonstrátů z nedalekých Slatiňan. V ochranné péči jsou zahrnuty i blízké stromy. Kříž i samotné místo je obcí pravidelně udržováno. Poslední oprava byla provedena v roce 1994.

## Osobnosti
- Václav Rabas (1933–2015), varhanní virtuos